# Pretty Things (Lou Donaldson)
Pretty Things è un album di Lou Donaldson, pubblicato dalla Blue Note Records nel 1970. Il disco fu registrato negli studi di Rudy Van Gelder a Englewood Cliffs, New Jersey (Stati Uniti).

## Tracce
Lato A
1. Tennessee Waltz – 6:30 (Pee Wee King, Redd Stewart) – Registrato il 9 gennaio 1970
2. Curtis' Song – 5:45 (Leon Spencer) – Registrato il 12 giugno 1970
3. Sassie Lassie – 6:25 (Harold Ousley) – Registrato il 12 giugno 1970

Lato B
1. Just for a Thrill – 5:20 (Lil Armstrong, Don Raye) – Registrato il 12 giugno 1970
2. Pot Belly – 8:05 (Lou Donaldson) – Registrato il 12 giugno 1970
3. Love – 5:57 (Milt Gabler, Bert Kaempfert) – Registrato il 12 giugno 1970

## Musicisti
Lou Donaldson Sextet
Brano A1
- Lou Donaldson - sassofono alto elettrico, voce
- Blue Mitchell - tromba
- Lonnie Smith - organo
- Melvin Sparks - chitarra
- Jimmy Lewis - basso elettrico
- Idris Muhammad - batteria

Lou Donaldson Quintet
Brani A2, A3, A4, B1, B2 & B3
- Lou Donaldson - sassofono alto elettrico
- Blue Mitchell - tromba
- Leon Spencer, Jr. - organo
- Ted Dunbar - chitarra
- Idris Muhammad - batteria